# Pietro Speciale
Pietro Speciale (Palermo, 1876. szeptember 29. – Palermo, 1945. november 9.) olimpiai bajnok olasz vívó.

## Sportpályafutása
Tőr és párbajtőr fegyvernemekben is versenyzett, de nemzetközileg is jelentős eredményeit tőrvívásban érte el.